# Juan Bautista Martínez del Mazo

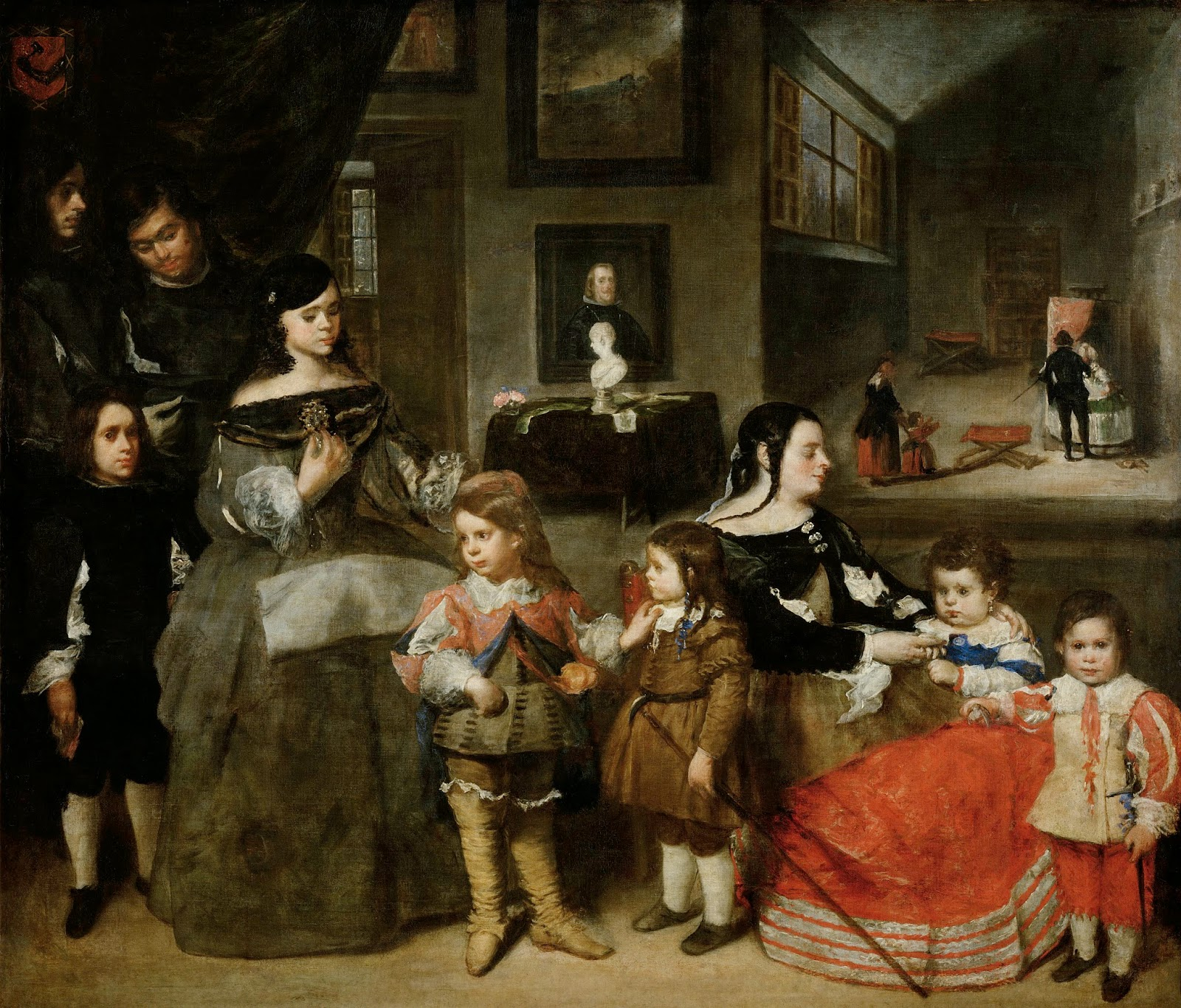
La familia del pintor, óleo sobre lienzo, 150 x 172 cm, Viena, Kunsthistorisches Museum.

Juan Bautista Martínez del Mazo (¿Beteta?, provincia de Cuenca, c. 1611 - Madrid, 10 de febrero de 1667) fue un pintor barroco español, discípulo y yerno de Velázquez. Pintor de cámara y especializado en retratos, dejó también vistas de ciudades, paisajes y copias de los grandes maestros en lo que, según Palomino, fue «tan único, y especialmente en las cosas de su maestro, que es casi imposible distinguir las copias de los originales».

## Biografía
No se tienen datos ciertos de la vida del pintor hasta la fecha de su matrimonio con Francisca Velázquez de Silva, de solo catorce años, hija primogénita de Diego Velázquez y de su mujer Juana Pacheco. En 1655, al hacerse información sobre su sobrino Diego Gadeo, el propio Mazo declaró ser de edad de cuarenta y cuatro años poco más o menos, declaración que ha servido para fijar la fecha de su nacimiento en torno a 1611. Por las declaraciones de Benito Manuel Agüero y de Julián Gonzalo y Prado, criado de su majestad, en las informaciones hechas para el ingreso de Melchor Mazo como seminarista en el monasterio de El Escorial, en septiembre de 1665, se sabe que era hijo de Hernando Martínez, natural de Alarcón, y de Lucía del Mazo, natural de Beteta en el Obispado de Cuenca, «que vivieron de su hazienda por ser gente honrrada y principal en esta dicha Villa de Madrid». Ambos testigos le tenían además por «natural del obispado de Cuenca», aunque Palomino lo creía nacido en Madrid, y su hijo Gaspar, al testar en 1703, lo decía nacido en «las montañas de Burgos cuyo nombre del lugar o Villa no recuerdo».
La boda con la hija de Velázquez se celebró el 21 de agosto de 1633 en la parroquia de Santiago de Madrid, pero las velaciones se retrasaron al 26 de febrero del año siguiente y se celebraron en la ermita de San Blas, próxima al palacio del Buen Retiro. De su suegro recibió como dote la plaza de ujier de cámara, cargo con el que iniciaba su carrera en palacio, siempre a la sombra de Velázquez. Del matrimonio nacieron al menos ocho hijos: Inés Manuela, bautizada el 16 de agosto de 1638 con Alonso Cano de padrino, José, bautizado el 18 de marzo de 1640 con Cano y su mujer, Magdalena de Uceda, de padrinos, Diego Jacinto, apadrinado por su abuelo Diego Velázquez, el 29 de mayo de 1642, Gaspar (?), Baltasar, bautizado el 9 de enero de 1645 y apadrinado por Sebastián Mendoza, conde de Coruña, en representación del príncipe Baltasar Carlos, María Teresa del Rosario, bautizada el 13 de enero de 1648, Jerónima Bautista, bautizada el 20 de mayo de 1650, y Melchor Julián, bautizado el 6 de noviembre de 1652, actuando sus abuelos como padrinos. De ellos solo Inés, Gaspar, Melchor, Baltasar y Teresa sobrevivieron a la madre, fallecida en noviembre de 1653 «con dolores de parto».

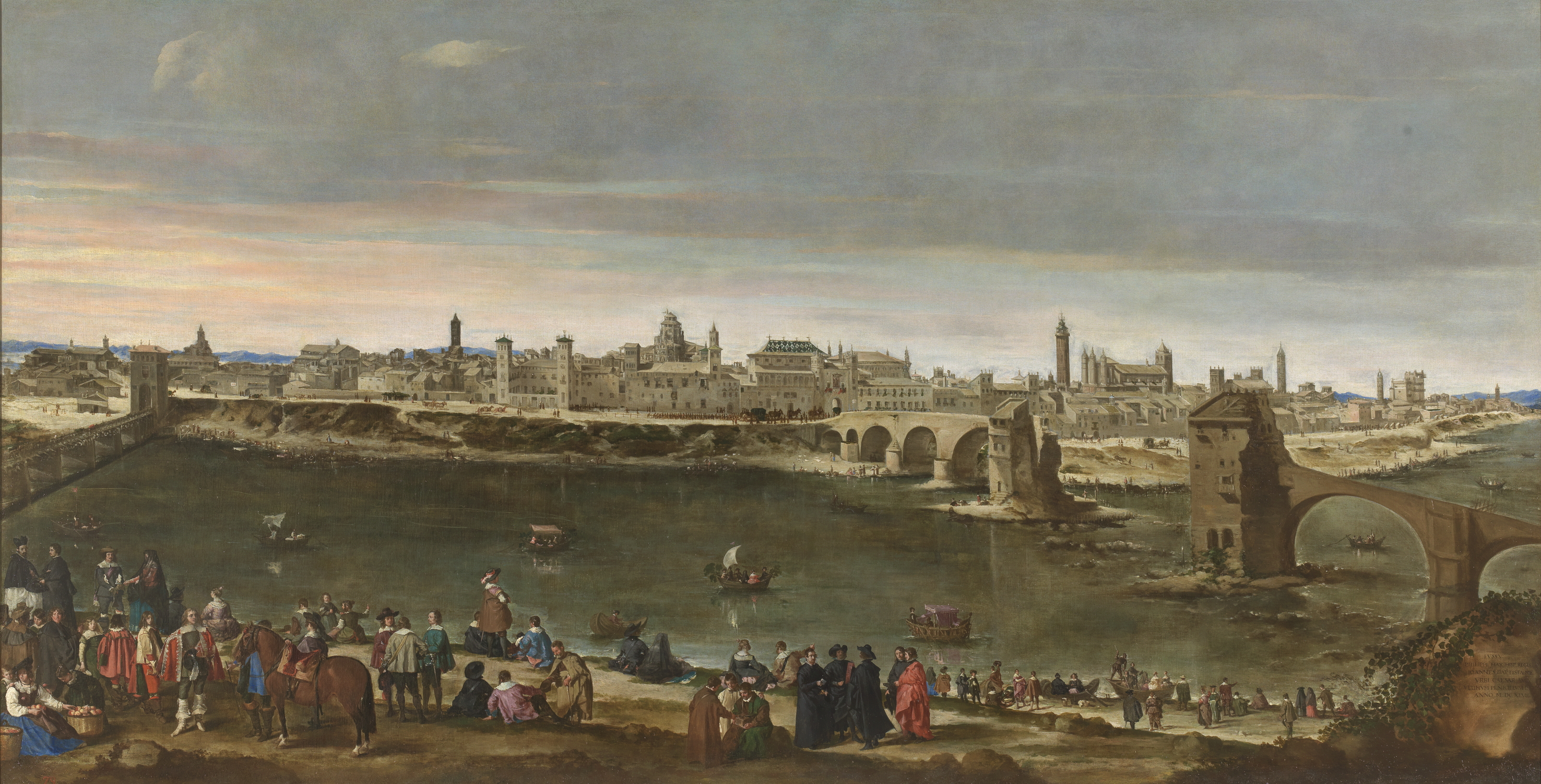
Vista de Zaragoza, 1647, óleo sobre lienzo, 181 x 331 cm, Madrid, Museo del Prado.

En 1643 se formó la casa del príncipe Baltasar Carlos, del que fue nombrado pintor. En el curso del viaje a Zaragoza de 1646, en el que falleció el príncipe, recibió el encargo de pintar la vista de la ciudad, ahora en el Museo del Prado. Un año después, y por encargo del rey Felipe IV, marchó a Pamplona para pintar la vista de esta ciudad (The Welllington Museum, Apsley House). Palomino, que vio ambas vistas en el pasadizo de la Encarnación, las elogió por su exactitud y por las figuras que las acompañaban, «con historiejas de aquellas casualidades, que en el campo suelen ocurrir, merendando unos, y paseando otros, ya a pie, o ya a caballo».
En junio de 1657 pagó la media anata correspondiente al nombramiento de ayuda de la furriera e inmediatamente partió hacia Nápoles, donde la mayor de sus hijas, Inés, casada con Jerónimo Lanfranchi, acababa de enviudar. Una parte al menos del coste del viaje lo aportó Velázquez, que recibió además alguna ayuda de palacio. Se desconoce la duración del viaje y lo que hiciera en él pero, en cualquier caso, se encontraba de vuelta en enero de 1658, como consta por los pagos que se le hicieron por acompañar a los reyes en la jornada de Aranjuez de ese año. Un documento del año posterior, por el que solicitaba del rey casas de aposento, indica que se había vuelto a casar y que era padre de otros tres pequeños habidos con su segunda esposa, Francisca de Vega, el mayor de solo tres años. No obstante, la relación con Velázquez seguía siendo estrecha, y a la muerte del sevillano pasó a ocupar la plaza de pintor de cámara que dejaba vacante.
Volvió a enviudar en marzo de 1665 y contrajo nuevo matrimonio en fecha desconocida con Ana de la Vega, posiblemente su cuñada. En 1666, a la muerte de Felipe IV, intervino en el inventario y tasación de las pinturas del Real Alcázar que conocía bien y entre ellas las de quien había sido su suegro. Falleció el 10 de febrero de 1667. Residía en las Casas del Tesoro, donde también había tenido su residencia Velázquez, y fue enterrado con su segunda esposa en la iglesia de San Ginés.

## Obra

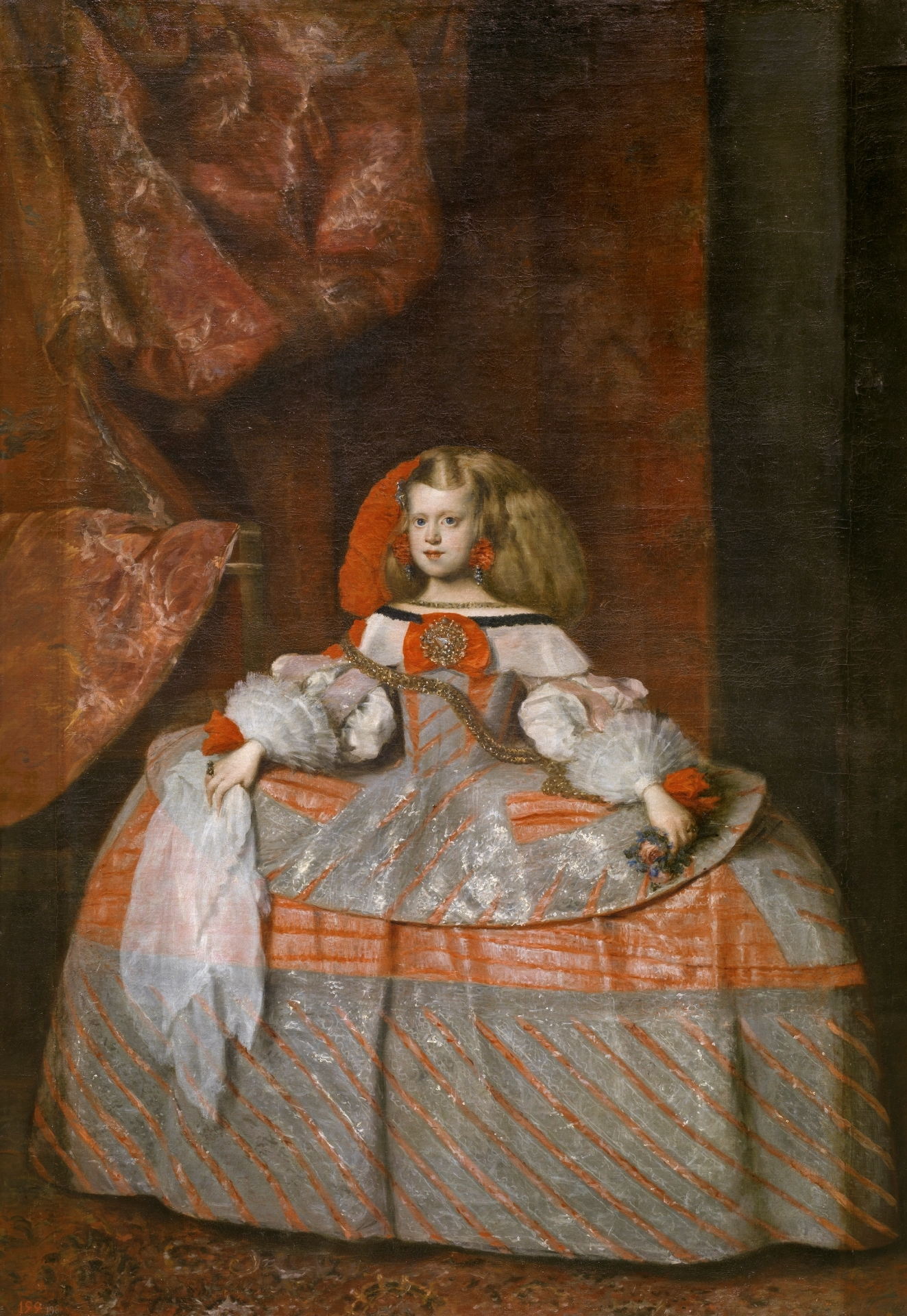
La infanta doña Margarita de Austria, hacia 1665, óleo sobre lienzo, 212 x 147 cm, Madrid, Museo del Prado.

La proximidad a Velázquez posibilitó a Mazo asimilar su estilo de tal modo que han llegado a confundirse algunas de sus pinturas, y todavía ahora existen vacilaciones en la atribución de ciertas obras a uno u otro maestro. Pintor versátil, en la producción de Mazo se encuentran retratos de miembros de la familia real, cercanos a los de su suegro, vistas de ciudades y sitios reales, cacerías, paisajes, copias de Tiziano, Tintoretto, Veronés, Rubens y del propio Velázquez además de alguna obra derivada de estos sin ser estrictamente copia. De forma un tanto anómala para un pintor español de su siglo, no se conocen encargos eclesiásticos y la pintura religiosa documentada se limita a la media docena de títulos mencionados en el inventario de los bienes de Francisca Velázquez, su primera esposa. El pequeño San Fausto de colección particular, la única obra religiosa conservada que se ha puesto en relación con la producción de Mazo, es obra significativa por cuanto la figura del santo labrador reproduce con razonable fidelidad la del Esopo de Velázquez (Museo del Prado), sustituyendo el fondo neutro por un fondo de paisaje también velazqueño.

### Retratos
Como pintor del príncipe Baltasar Carlos y de sus hermanas las infantas primero y como pintor de cámara de Felipe IV y de Mariana de Austria más tarde, los retratos de los miembros de la familia real constituyen el núcleo fundamental de su producción. Cronológicamente, el primer retrato de un miembro de la familia real que pintara ha de ser el del Príncipe Baltasar Carlos a los 16 años de edad (1645, Museo del Prado), el último retrato que se hizo del malogrado príncipe retratado también por Velázquez y Alonso Cano. En pie, de negro, con el Toisón al pecho y el sombrero de ala ancha en la mano derecha, con la que sujeta un guante por un dedal, recuerda en pose e iconografía los retratos velazqueños de su padre el rey y de su tío el infante don Carlos, subrayando de ese modo, como ha señalado Javier Portús, la continuidad dinástica.
Una parte de su trabajo en palacio hubo de consistir en la reproducción de los retratos oficiales creados por Velázquez, cuya técnica asimiló y llevó a un punto más blando y deshecho, como se aprecia en el reducido número de retratos enteramente originales. Muy elocuente es en este sentido el retrato de la infanta doña Margarita de Austria del Museo del Prado, muchas veces atribuido a Velázquez, aunque la edad de la retratada sugiere que pudo pintarse hacia 1665, cuando ya Velázquez había fallecido. La posibilidad apuntada por Aureliano Beruete de que el rostro de la infanta hubiese sido retocado posteriormente para adaptar el original velazqueño a la edad de la retratada, en una fecha próxima a su matrimonio con el emperador Leopoldo I de Austria, no ha encontrado confirmación en los estudios radiográficos. Esos mismos estudios destacan, sin embargo, la maestría en la ejecución del guardainfante rosa y plata a base de pinceladas rápidas y seguras y ligeros toques de luz con los que logra recrear el efecto táctil de la seda y el complicado dibujo de los hilos de un bordado.

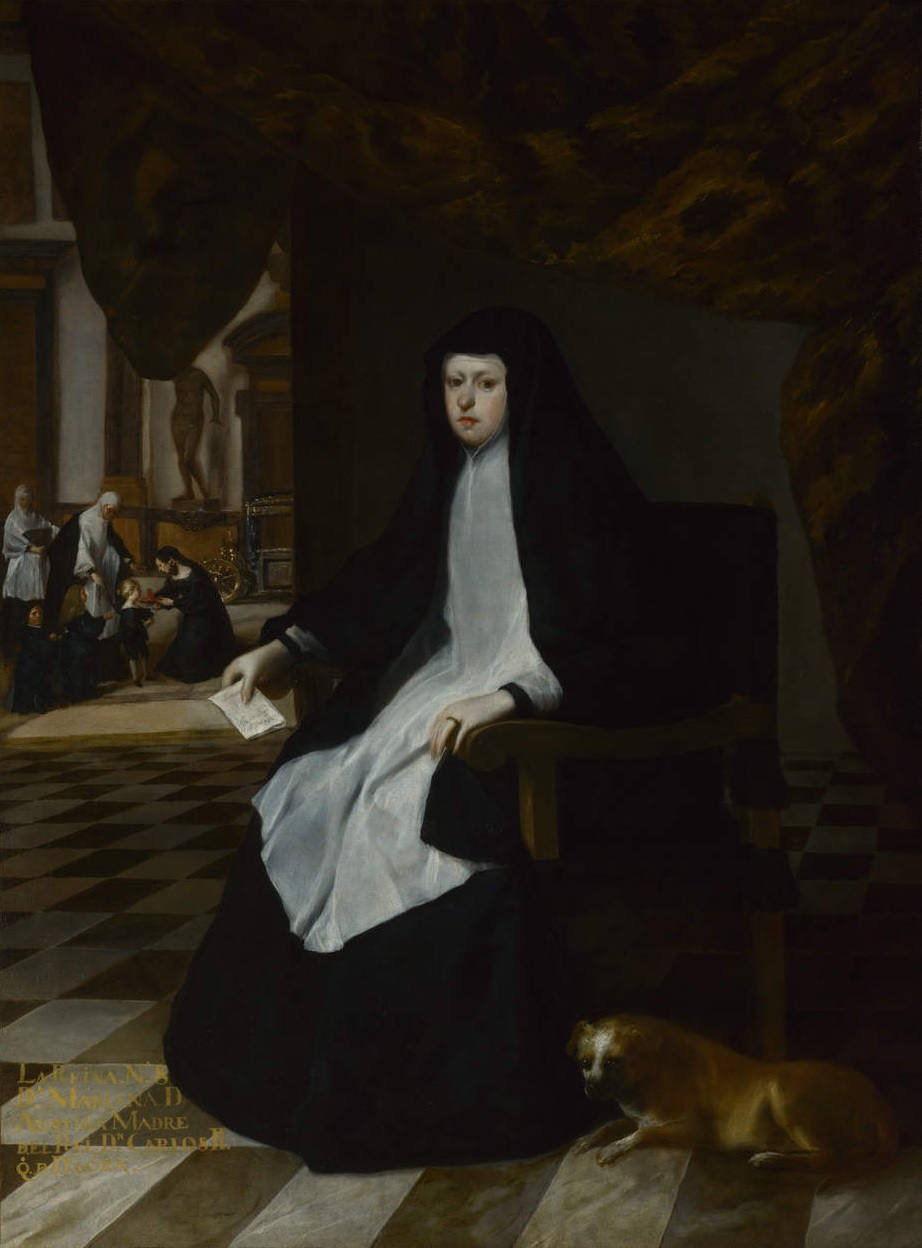
Mariana de Austria con tocas de viuda, 1666, óleo sobre lienzo, 197 x 146 cm, Londres, National Gallery.

Por Lázaro Díaz del Valle se tiene conocimiento del retrato que hizo de la reina Mariana de Austria a poco de su llegada a Madrid y que estuvo expuesto un día de Corpus Christi en la Puerta de Guadalajara, «tan al natural que causó admiración a todos, tanto por ser de los primeros que se vieron de S. M. en esta corte como por ser maravilla de pincel». No se ha identificado con seguridad ese primer retrato, que se ha pensado pudiera tratarse también de alguna de las múltiples copias y derivaciones de los dos prototipos velazqueños conocidos. Ya como pintor de cámara, tras la muerte de Velázquez, volvió a retratar a la reina, ahora vestida con tocas de viuda (Londres, National Gallery y Toledo, Museo del Greco). Sentada en medio de una sala vacía, con tan solo un perrillo a los pies, la reina gobernadora aparece como viuda del rey fallecido y como madre del príncipe heredero, Carlos II, al que se ve en una sala contigua al fondo —la Pieza Ochavada del viejo Alcázar de Madrid—, sujeto con andadores por una dueña. El óleo, pintado con pincelada suelta y firmado en un billete que la reina gobernadora lleva en la mano derecha, sirvió de modelo a los posteriores retratos oficiales de Carreño de Miranda. Fechado en 1666, se trata de una de las últimas obras del pintor, que en algunos de sus retratos más personales (Niño vestido de cardenal, Toledo (Ohio), Toledo Museum of Art) logró alcanzar calidades velazqueñas.
A este género del retrato corresponde también La familia del pintor (hacia 1665; Viena, Kunsthistorisches Museum), uno de los escasos retratos de grupo de la pintura española, con elementos que remiten  a Las Meninas. Con la segunda esposa del pintor se encuentran, aunque la identificación de los personajes es insegura, en primer término los ocho hijos habidos de los dos matrimonios y el mayor de los nietos, hijo de Inés, retratados con precisión y maestría, mientras que en el segundo término, en una especie de sala aneja, con pincelada fatigada e incorrecta perspectiva, se ve a otra mujer con una niña de la mano dirigiéndose al pintor —que para algunos representaría a Velázquez— al que se ve de espaldas, trabajando en un retrato de la infanta Margarita que se ha identificado con el retrato de la infanta en traje verde de Budapest o el de rosa y plata del Prado. La ambientación del lugar, posiblemente la casa del Tesoro, se completa con un busto de dama romana, la emperatriz Faustina, ahora en el Museo del Prado, y un retrato de busto de Felipe IV según el modelo de hacia 1658, del que sería prototipo el de la National Gallery de Londres, atribuido por José López-Rey a Mazo.

### Paisajes

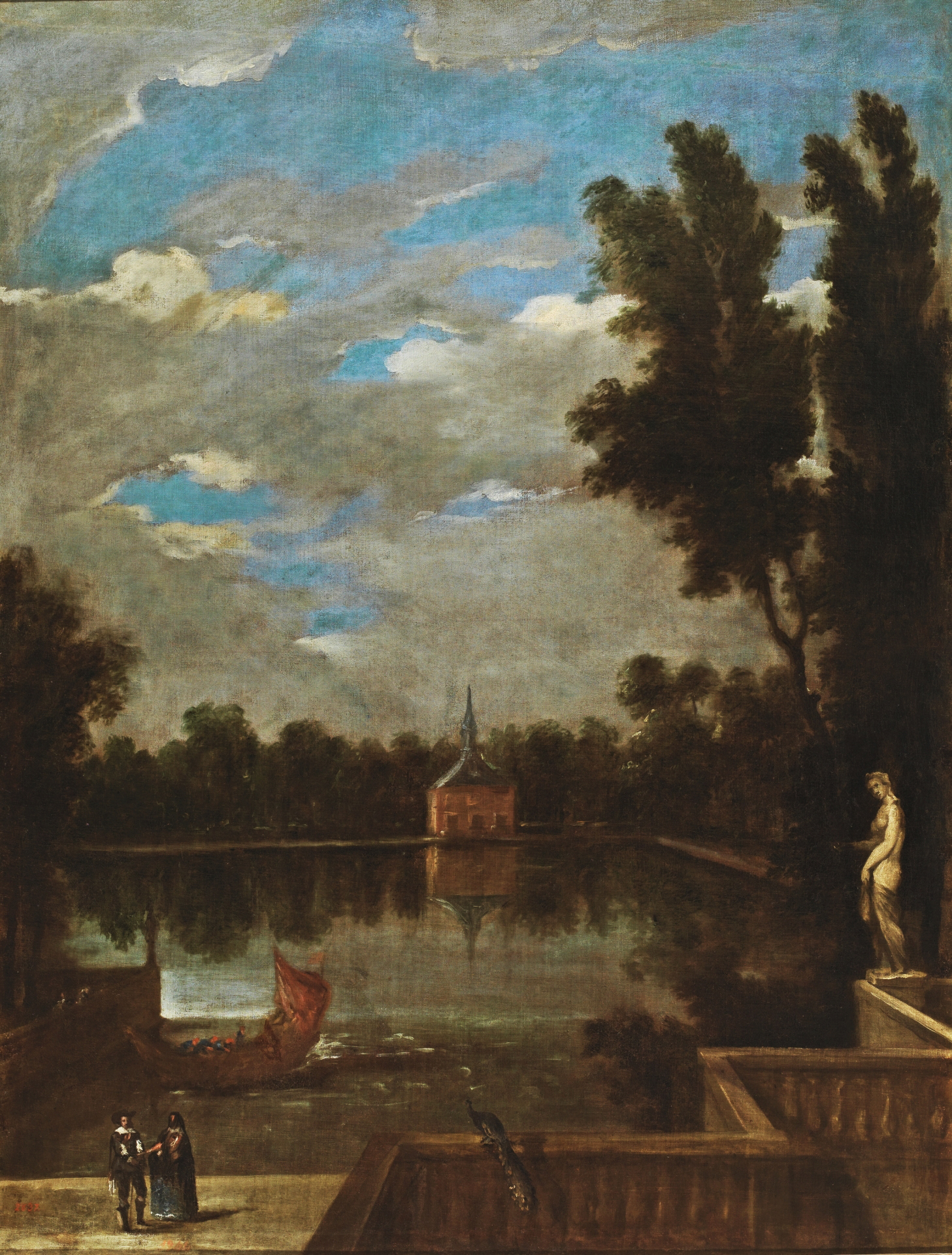
El estanque Grande del Buen Retiro, óleo sobre lienzo, 147 x 114 cm, Madrid, Museo del Prado.

Más personales y de grandes dimensiones, en los paisajes de Mazo, pintados para la decoración de los palacios reales, se distinguen las vistas topográficas de ciudades, animadas por multitud de pequeñas figuras apenas esbozadas con pincelada ligera, y recreaciones de los jardines de los propios sitios reales, paisajes humanizados en los que se manifiesta la influencia de Claudio de Lorena y el clasicismo romano. Al primer grupo pertenecen la desaparecida Vista de Pamplona, conocida por algunas copias (Apsley House, Museo Lázaro Galdiano) y la Vista de Zaragoza, en la que se ha querido ver la colaboración de Velázquez a pesar de encontrarse firmada por Mazo en una inscripción latina redactada por Juan Francisco Andrés de Uztarroz. En óleos como La calle de la Reina en Aranjuez y El Estanque Grande del Buen Retiro, ambos conservados en el Museo del Prado, masas arbóreas armonizan mediante la luz con celajes de nubes algodonosas y se reflejan en el agua, creando una atmósfera apacible. En el llamado El arco de Tito en Roma, en realidad una ruina imaginaria de apariencia clásica, el menor protagonismo de la naturaleza se ve compensado por el estudio de los efectos atmosféricos de la luz con ciertas similitudes con las vistas velazqueñas de los jardines de la Villa Médici. El lienzo, de hecho, ha estado en el pasado atribuido a Velázquez —y más recientemente a Benito Manuel Agüero—, dudas en la atribución que se repiten en el caso de La Fuente de los Tritones en el Jardín de la Isla de Aranjuez, inventariado en el Palacio de Aranjuez en 1794 a nombre de Mazo y, tras su ingreso en el Museo del Prado, catalogado en 1857 como obra de Velázquez o del taller del maestro sevillano. Cercano en intención al Arco de Tito es el Paisaje con Mercurio y Herse, como todos los anteriores procedente de la colección real, en el que el asunto mitológico es mera anécdota subordinada al desarrollo de una arquitectura clásica invadida por la naturaleza y al estudio de los efectos atmosféricos alcanzados con la pincelada deshecha velazqueña.
Se le atribuye también en el Museo del Prado la Cacería del tabladillo en Aranjuez que, como las vistas urbanas, se caracteriza por el manejo de la representación de personas y grupos en animada actividad, en este caso cinegética, y el dominio de las pequeñas figuras, rasgos que comparte con la Tela real de la National Gallery de Londres, habitualmente tenida por obra de Velázquez con alguna participación del taller en el paisaje pero enteramente de Mazo para José López-Rey.